# Liste der Stolpersteine in Erlangen

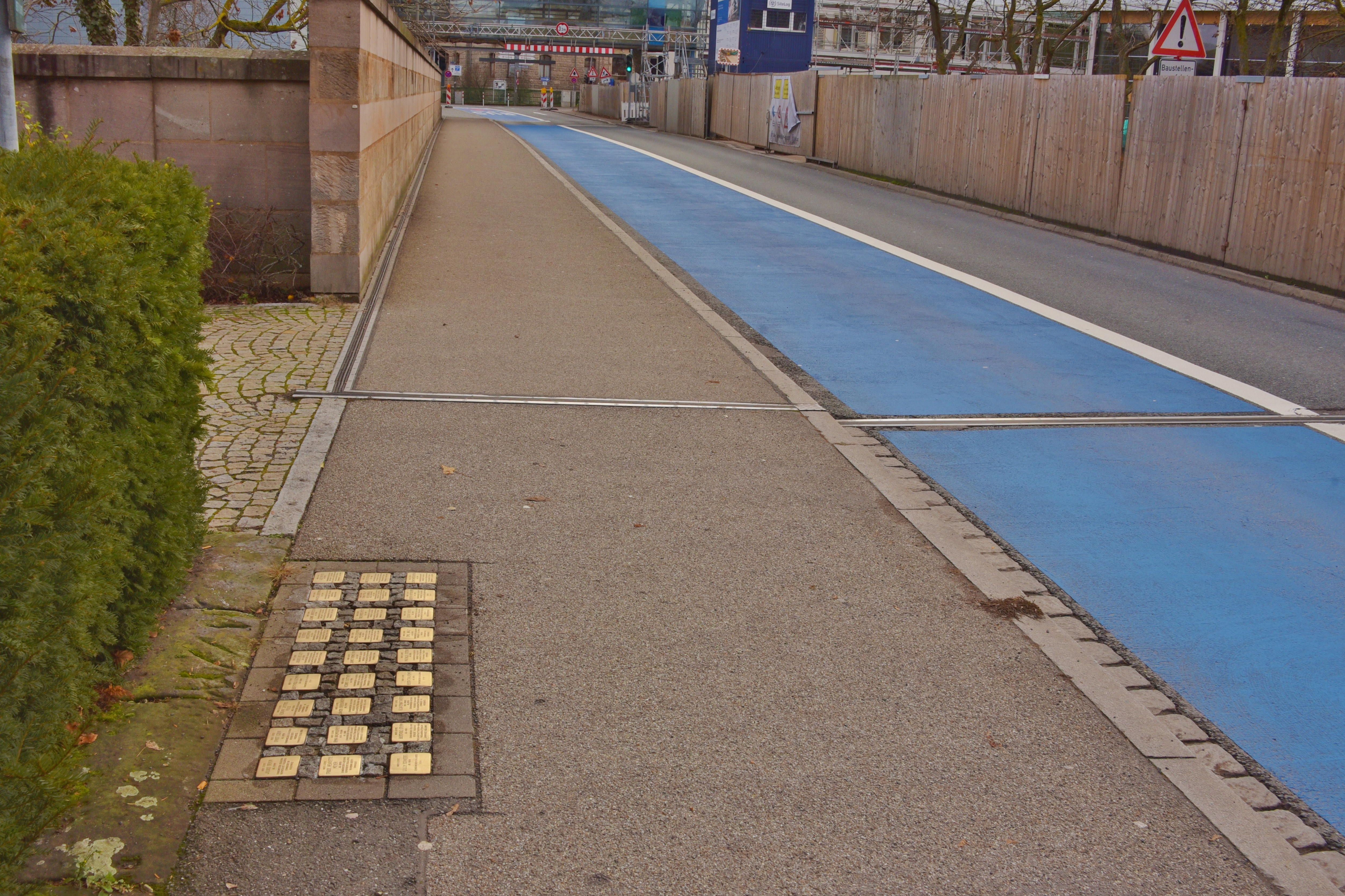
Stolpersteine in Erlangen für 27 Euthanasie-Opfer

Diese Liste der Stolpersteine in Erlangen führt die vom Künstler Gunter Demnig verlegten Stolpersteine in Erlangen auf. Sie sollen an jene Opfer des Nationalsozialismus erinnern, die in Erlangen lebten und wirkten.

## Liste der Stolpersteine
| Bild | Inschrift | Standort                  | Leben                   |
| --- | --- | ------------------------- | ----------------------- |
| | HIER WOHNTE AMALIE BAUER GEB. NEUBURGER JG. 1893 DEPORTIERT 1941 KAUNAS ERMORDET 25.11.1941                                                                 | Theaterplatz 4 ·          | Amalie Bauer            |
| | HIER WOHNTE ERNESTINE BAUER GEB. STERN JG. 1882 DEPORTIERT 1941 KAUNAS ERMORDET 25.11.1941                                                                  | Hauptstraße 4 Lage        | Ernestine Bauer         |
| | HIER WOHNTE JOSEF BAUER JG. 1880 DEPORTIERT 1941 KAUNAS ERMORDET 25.11.1941                                                                                 | Hauptstraße 4 Lage        | Josef Bauer             |
| Bild gesucht Der Benutzer GeorgDerReisende ( Diskussion ) wünscht sich an dieser Stelle ein Bild vom Ort mit diesen Koordinaten 49.600116 11.00637 . Motiv: Theaterplatz 4: der Stolperstein für Lotte Bauer, die Lage und das Haus Falls du dabei helfen möchtest, erklärt die Anleitung , wie das geht. BW          | HIER WOHNTE LOTTE BAUER | Theaterplatz 4 ·          | Lotte Bauer             |
| | HIER WOHNTE SIMON BAUER JG. 1887 DEPORTIERT 1941 KAUNAS ERMORDET 25.11.1941                                                                                 | Theaterplatz 4 ·          | Simon Bauer             |
| | HIER WOHNTE ERICH BENESI JG. 1931 DEPORTIERT 1943 ERMORDET IN AUSCHWITZ                                                                                     | Hauptstraße 2 ·           | Erich Benesi            |
| | HIER WOHNTE JAKOB BENESI JG. 1901 DEPORTIERT 1943 ERMORDET IN AUSCHWITZ                                                                                     | Hauptstraße 2 ·           | Jakob Benesi            |
| | HIER WOHNTE GOTTLIEBE BENESI GEB. KATZ JG. 1906 DEPORTIERT 1943 ERMORDET IN AUSCHWITZ                                                                       | Hauptstraße 2 ·           | Gottliebe Benesi        |
| | HIER WOHNTE HANNELORE BENESI JG. 1935 DEPORTIERT 1943 ERMORDET IN AUSCHWITZ                                                                                 | Hauptstraße 2 ·           | Hannelore Benesi        |
| | HIER WOHNTE HILDEGARD BENESI JG. 1933 DEPORTIERT 1943 ERMORDET IN AUSCHWITZ                                                                                 | Hauptstraße 2 ·           | Hildegard Benesi        |
| Bild gesucht Der Benutzer GeorgDerReisende ( Diskussion ) wünscht sich an dieser Stelle ein Bild vom Ort mit diesen Koordinaten 49.594989 11.016533 . Motiv: Gabelsbergerstraße 5: der Stolperstein für Athanas Berow, die Lage und das Haus Falls du dabei helfen möchtest, erklärt die Anleitung , wie das geht. BW | HIER WOHNTE ATHANAS BEROW | Gabelsbergerstraße 5 ·    | Athanas Berow           |
| | HIER LEBTE JULIUS BRAUN JG. 1897 EINGEWIESEN 30.6.1941 DEPORTIERT 12.3.1943 ERMORDET IN AUSCHWITZ                                                           | Maximiliansplatz ·        | Julius Braun            |
| | HIER WOHNTE ALFRED COHN JG. 1879 GEDEMÜTIGT/ENTRECHTET FLUCHT IN DEN TOD 6.1.1939                                                                           | Bayreuther Straße 17a ·   | Alfred Cohn             |
| | HIER LEBTE ERNST COHN JG. 1900 EINGEWIESEN 14.7.1938 DEPORTIERT AUSCHWITZ ERMORDET 29.9.1940                                                                | Maximiliansplatz ·        | Ernst Cohn              |
| | HIER WOHNTE ROSA COHN GEB. MOCH JG. 1887 DEPORTIERT 1943 ERMORDET IN AUSCHWITZ                                                                              | Hauptstraße 58 ·          | Rosa Cohn               |
| | HIER WOHNTE ADOLF DREIFUSS JG. 1859 DEPORTIERT 1942 THERESIENSTADT TOT 4.12.1942                                                                            | Hauptstraße 83 ·          | Adolf Dreifuss          |
| | HIER WOHNTE BERTHA FLEISCHHAUER JG. 1879 DEPORTIERT IZBICA ?                                                                                                | Hauptstraße 83 ·          | Bertha Fleischhauer     |
| | HIER LEBTE EDGAR JUSTUS FULD JG. 1923 EINGEWIESEN 30.6.1941 DEPORTIERT ERMORDET IN AUSCHWITZ                                                                | Maximiliansplatz ·        | Edgar Justus Fuld       |
| | HIER LEBTE BERTHOLD GUTMANN JG. 1898 EINGEWIESEN 15.7.1932 ?                                                                                                | Maximiliansplatz ·        | Berthold Gutmann        |
| | HIER LEBTE JULIUS HELLER JG. 1922 EINGEWIESEN 4.4.1938 VERLEGT 16.9.1940 'HEILANSTALT' EGLFING-HAAR ERMORDET 15.1.1941 'HEILANSTALT' CHELM                  | Maximiliansplatz ·        | Julius Heller           |
| | HIER WOHNTE GUSTAV HEYER JG. 1889 EINGEWIESEN 1942 LANDESANSTALT SCHLOSS HARTHEIM ERMORDET 20.1.1942                                                        | Österreicher Straße 12a · | Gustav Heyer            |
| | HIER LEBTE GERTRUD HIRSCHMANN JG. 1900 EINGEWIESEN 1.6.1931 VERLEGT 16.9.1940 'HEILANSTALT' EGLFING-HAAR 'HEILANSTALT' CHELM ERMORDET 30.11.1940            | Maximiliansplatz ·        | Gertrud Hirschmann      |
| | HIER LEBTE LUDWIG JAKOBSSOHN JG. 1907 EINGEWIESEN 20.9.1931 VERLEGT 16.9.1940 'HEILANSTALT' EGLFING-HAAR 'HEILANSTALT' CHELM ERMORDET 27.1.1941             | Maximiliansplatz ·        | Ludwig Jakobssohn       |
| | HIER WOHNTE WILMA KATZ GEB. TAUSIG JG. 1873 DEPORTIERT 1942 THERESIENSTADT TOT 25.11.1942                                                                   | Hauptstraße 2 ·           | Wilma Katz              |
| | HIER WOHNTE HILDEGARD LAINK VISSING GEB. KATZ JG. 1896 DEPORTIERT 1943 AUSCHWITZ ERMORDET 4.12.1943                                                         | Bayreuther Straße 17a ·   | Hildegard Laink Vissing |
| | HIER LEBTE MARTIN LIEBERMANN JG. 1921 EINGEWIESEN 30.6.1941 ERMORDET 23.2.1943 ZUCHTHAUS BRANDENBURG                                                        | Maximiliansplatz ·        | Martin Liebermann       |
| | HIER LEBTE ILSE MAYER JG. 1911 EINGEWIESEN 27.2.1931 VERLEGT 16.9.1940 'HEILANSTALT' EGLFING-HAAR 'HEILANSTALT' CHELM ERMORDET 4.12.1940                    | Maximiliansplatz ·        | Ilse Mayer              |
| | HIER LEBTE TRUDE HENRIETTE MEYER JG. 1910 EINGEWIESEN 4.12.1940 DEPORTIERT 30.4.1942 RICHTUNG OSTEN ERMORDET                                                | Maximiliansplatz ·        | Trude Henriette Meyer   |
| | HIER LEBTE IRMA NAUMBURGER GEB. EISING JG. 1888 EINGEWIESEN 26.8.1940 VERLEGT 16.9.1940 'HEILANSTALT' EGLFING-HAAR 'HEILANSTALT' CHELM ERMORDET 3.12.1940   | Maximiliansplatz ·        | Irma Naumburger         |
| | HIER LEBTE JAKOB OBERLÄNDER JG. 1882 EINGEWIESEN 28.2.1940 VERLEGT 16.9.1940 'HEILANSTALT' EGLFING-HAAR 'HEILANSTALT' CHELM ERMORDET 17.1.1941              | Maximiliansplatz ·        | Jakob Oberländer        |
| | HIER LEBTE HEDWIG QUITTNER JG. 1908 EINGEWIESEN 13.3.1933 VERLEGT 16.9.1940 'HEILANSTALT' EGLFING-HAAR 'HEILANSTALT' CHELM ERMORDET 1.12.1940               | Maximiliansplatz ·        | Hedwig Quittner         |
| | HIER LEBTE JAMES THOMAS RAHN JG. 1897 EINGEWIESEN 3.2.1927 VERLEGT 16.9.1940 'HEILANSTALT' EGLFING-HAAR 'HEILANSTALT' CHELM ERMORDET 1942                   | Maximiliansplatz ·        | James Thomas Rahn       |
| | HIER LEBTE FRANZISKA REINMUND GEB. BEMSEL JG. 1891 EINGEWIESEN 6.2.1939 VERLEGT 16.9.1940 'HEILANSTALT' EGLFING-HAAR 'HEILANSTALT' CHELM ERMORDET 1.12.1940 | Maximiliansplatz ·        | Franziska Reinmund      |
| | HIER LEBTE SIEGFRIED RIESS JG. 1907 EINGEWIESEN 6.12.1938 VERLEGT 16.9.1940 'HEILANSTALT' EGLFING-HAAR 'HEILANSTALT' CHELM ERMORDET 25.1.1941               | Maximiliansplatz ·        | Siegfried Rieß          |
| | HIER LEBTE WALTER ROSENBLATT JG. 1912 EINGEWIESEN 13.5.1932 VERLEGT 16.9.1940 'HEILANSTALT' EGLFING-HAAR 'HEILANSTALT' CHELM ERMORDET 30.12.1940            | Maximiliansplatz ·        | Walter Rosenblatt       |
| | HIER LEBTE ERNA 'MILLY' ROSENWALD GEB. GESCHMAY JG. 1891 EINGEWIESEN 11.7.1929 VERLEGT 16.9.1940 'HEILANSTALT' EGLFING-HAAR 'HEILANSTALT' CHELM ERMORDET    | Maximiliansplatz ·        | Erna Rosenwald          |
| | HIER WOHNTE JENNY ROTENSTEIN JG. 1912 DEPORTIERT 1942 THERESIENSTADT TOT 25.3.1943                                                                          | Hauptstraße 63 ·          | Jenny Rotenstein        |
| | HIER WOHNTE SIMON ROTENSTEIN JG. 1899 GEDEMÜTIGT/ENTRECHTET FLUCHT IN DEN TOD 24.4.1933                                                                     | Hauptstraße 63 ·          | Simon Rotenstein        |
| | HIER WOHNTE SOPHIE ROTENSTEIN GEB. PAPER JG. 1872 DEPORTIERT 1942 THERESIENSTADT TOT 3.1.1945                                                               | Hauptstraße 63 ·          | Sophie Rotenstein       |
| | HIER LEBTE LILLY SCHNEBEL JG. 1881 EINGEWIESEN 26.2.1923 ?                                                                                                  | Maximiliansplatz ·        | Lilly Schnebel          |
| | HIER LEBTE BERTHOLD STURM JG. 1881 EINGEWIESEN 22.3.1916 VERLEGT 16.9.1940 'HEILANSTALT' EGLFING-HAAR 'HEILANSTALT' CHELM ERMORDET 15.1.1941                | Maximiliansplatz ·        | Berthold Sturm          |
| | HIER LEBTE BERTA THALHEIMER JG. 1875 EINGEWIESEN 15.4.1939 ?                                                                                                | Maximiliansplatz ·        | Berta Thalheimer        |
| | HIER LEBTE ELSA 'ERNA' THÄTER GEB. MAYER JG. 1893 EINGEWIESEN 9.7.1941 VERLEGT 16.4.1942 'HEILANSTALT' EGLFING-HAAR ERMORDET IN AUSCHWITZ                   | Maximiliansplatz ·        | Elsa (Erna) Thäter      |
| | HIER LEBTE MATHILDE TUTEUR JG. 1863 EINGEWIESEN 11.3.1939 VERLEGT 16.9.1940 'HEILANSTALT' EGLFING-HAAR 'HEILANSTALT' CHELM ERMORDET                         | Maximiliansplatz ·        | Mathilde Tuteur         |
| | HIER WOHNTE FRIEDA UHLFELDER GEB. FLINK JG. 1883 DEPORTIERT 1942 THERESIENSTADT TOT 16.10.1942                                                              | Bayreuther Straße 17a ·   | Frieda Uhlfelder        |
| | HIER WOHNTE JOSEF UHLFELDER JG. 1881 DEPORTIERT 1942 THERESIENSTADT TOT 31.3.1944                                                                           | Bayreuther Straße 17a ·   | Josef Uhlfelder         |
| | HIER LEBTE EMIL WALZ JG. 1890 EINGEWIESEN 30.6.1941 VERLEGT 21.1.1943 BERLIN ERMORDET IN AUSCHWITZ                                                          | Maximiliansplatz ·        | Emil Walz               |
| | HIER LEBTE THEKLA WASSERMANN JG. 1895 DEPORTIERT 1941 ERMORDET IN RIGA                                                                                      | Einhornstraße 5 ·         | Thekla Wassermann       |
| | HIER WOHNTE KLOTHILDE WEGLEIN GEB. KATZENBERGER JG. 1869 DEPORTIERT 1942 THERESIENSTADT TOT 7.10.1942                                                       | Hauptstraße 58 ·          | Klothilde Weglein       |
| | HIER WOHNTE SAMUEL WEGLEIN JG. 1865 DEPORTIERT 1942 THERESIENSTADT TOT 2.11.1942                                                                            | Hauptstraße 58 ·          | Samuel Weglein          |
| | HIER WOHNTE IWAN WEINSTOCK JG. 1859 DEPORTIERT 1942 THERESIENSTADT TOT 8.12.1942                                                                            | Calvinstraße 1 ·          | Iwan Weinstock          |
| | HIER LEBTE EDGAR WEISS JG. 1881 EINGEWIESEN 11.9.1939 VERLEGT 16.9.1940 'HEILANSTALT' EGLFING-HAAR TOT IN THERESIENSTADT                                    | Maximiliansplatz ·        | Edgar Weiss             |
| | HIER LEBTE BERTA WERTHEIMER JG. 1898 EINGEWIESEN 11.9.1939 VERLEGT 16.9.1940 'HEILANSTALT' EGLFING-HAAR GURS ?                                              | Maximiliansplatz ·        | Berta Wertheimer        |
| | HIER LEBTE SOPHIE WIESENGRUND JG. 1893 EINGEWIESEN 20.9.1926 VERLEGT 16.9.1940 'HEILANSTALT' EGLFING-HAAR 'HEILANSTALT' CHELM ERMORDET 3.12.1940            | Maximiliansplatz ·        | Sophie Wiesengrund      |
| | HIER WOHNTE IGNATZ WILD JG. 1879 DEPORTIERT 1942 IZBICA ERMORDET 1942                                                                                       | Innere Brucker Straße 6 · | Ignatz Wild             |
| | HIER WOHNTE PAULA WILD GEB. SCHIFF JG. 1882 DEPORTIERT ERMORDET IN RIGA                                                                                     | Goethestraße 24 ·         | Paula Wild              |

## Verlegedaten
Am 30. Januar 2007 hielt Gunter Demnig in Erlangen einen Vortrag über das Projekt Stolpersteine. Er kehrte an folgenden Tagen zu den Verlegungen in die Stadt zurück:
- 12. April 2007
- 27. Juni 2007

Der Stolperstein für Lotte Bauer wurde am 9. März 2022 und der Stolperstein für Athanas Berow wurde am 17. März 2023 verlegt.